# Sociedad para el humanismo judío
La Sociedad por el humanismo judío (en inglés: Society for Humanistic Judaism) fundada en 1969 por el rabino Sherwin Wine, abraza una filosofía centrada en el ser humano que combina la celebración de la identidad y cultura judía con la adhesión a los valores e ideas del humanismo laicista.
La Society for Humanistic Judaism es el cuerpo central del judaísmo humanista en América del Norte y organiza nuevas comunidades, apoya a los miembros de las mismas y provee una voz a los judíos humanistas. La sociedad reúne y crea materiales educativos que incluyen festividades y celebraciones cíclicas judías. Apoya con financiación programas de formación y conferencias de sus miembros.
HuJews, el grupo de jóvenes, ofrece un programa de actividades para jóvenes y adultos jóvenes, incluida una reunión anual. También publica un boletín informativo mensual y un periódico bianual.
Su símbolo es la "Humanorah" (mezclando las palabras humano y menorah), alternativa no teísta a los símbolos religiosos como la estrella de David o las tablas de los diez mandamientos. Este símbolo representa la convergencia de las creencias humanistas con la identidad judía.

## Grupos
La sociedad tiene más de 10.000 miembros en 30 congregaciones en EE. UU. y Canadá, entre ellas las de "Or Emet" (en Minnesota), "The City Congregation for Humanistic Judaism" (en Manhattan) o "Kahal B'raira" (en Boston).